# Lasionycta taigata
Lasionycta taigata là một loài bướm đêm thuộc họ Noctuidae. It occurs in open peatlands và fens in the taiga zone từ Labrador, Churchill, Manitoba, và miền trung Yukon, southward tới miền bắc Maine, miền bắc Minnesota, và tây nam Alberta.
Con trưởng thành bay từ cuối tháng 6 qua tháng 7.